# SHERBETS
SHERBETS（シャーベッツ）は元BLANKEY JET CITYの浅井健一を中心に結成された4人組オルタナティヴ・ロックバンドである。
BLANKEY JET CITYが活動中の1996年にSHERBET（シャーベット）名義で活動を開始。当初の音楽性はアコースティックサウンドを前面に打ち出したものであったが、1998年に現在のバンドスタイルの新生SHERBETSを結成。
2000年のBLANKEY JET CITY解散後精力的に活動していたが、2002年JUDEの結成とともに活動を休止する。2005年活動を再開。この年浅井はJUDEとSHERBETS二つのバンドを並行して活動した。2011年、『FREE』リリース直前に会報誌で解散を発表するが、直後に撤回。その後もコンスタントに活動を継続している。

## メンバー
- 浅井健一 （ボーカル・ギター）
- 福士久美子  （キーボード・コーラス・ボーカル）
- 仲田憲市 （ベース）
- 外村公敏（ドラム）

1996年当時のメンバーは浅井健一（ボーカル・ギター）、水政創史郎（ギター）、福士久美子（キーボード・コーラス）、スティーヴ衛藤（パーカッション）の4人。

## タイアップ
| 使用年 | 曲名                           | タイアップ                       |
| ------ | ------------------------------ | -------------------------------- |
| 2001年 | シェイクシェイクモンキービーチ | マンダム「ルシードエル」CMソング |

## ミュージックビデオ
| 監督                     | 曲名                                                                                     |
| 浅井健一                 | 「HIGH SCHOOL」「Stealth」                                                               |
| 今井俊彦(Toshihiko Imai) | 「カミソリソング」「サリー」                                                             |
| 岩佐あつき               | 「STRIPE PANTHER」                                                                       |
| 大喜多正毅               | 「Brixton Madness Party Generation」                                                     |
| 大箭亮二                 | 「A GUN」「MAD DISCO」「リディアとデイビッド」「小さな花」                               |
| 大箭亮二 & 大野敏嗣      | 「ジョーンジェットの犬 from DVD「ghost flowers」」「小さな花 from DVD「ghost flowers」」 |
| niu                      | 「38 Special」                                                                           |
| niu + Kenichi Asai       | 「38 Special (浅井健一 ver.)」                                                           |
| 番場秀一                 | 「Rainbow Surfer」                                                                       |
| 福士昌明                 | 「わらのバッグ」                                                                         |
| M.FUKUSHI/T.TAKAO        | 「三輪バギー」                                                                           |
| 不明                     | 「Black Jenny」「Love Jobin Dug」「TAXI DRIVER」「グレープジュース」「君の肩に触れて」   |

## 出演
- 2005年04月07日・14日 - 「音神 GIG TV!」
- 2008年01月29日 - CX「FACTORY」
- 2008年04月24日 - NHK「MUSIC JAPAN」
- 2008年07月08日 - CX「ELVIS」
- 2009年04月01日 - 「ELVISカムバックスペシャル」